# フベルトゥスブルク条約
フベルトゥスブルク条約（フベルトゥスブルクじょうやく, ドイツ語：Frieden von Hubertusburg）は、1763年2月15日にプロイセン王国とオーストリアなどの間で結ばれた七年戦争の講和条約である。

## 七年戦争
七年戦争（1756年 - 1763年）は、オーストリア・ハプスブルク家のマリア・テレジアが、オーストリア継承戦争によってプロイセンに割譲されたシュレージエン地方の奪回を企図して外交革命を決行して、宿敵であったブルボン家のフランス王国と防御同盟（1756年）を結んでフリードリヒ2世（大王）のプロイセンに対抗したため、フリードリヒ2世が先制防衛策をとることに決め、ザクセン公国に侵攻したことによって始まった戦争である。
プロイセンにとっては、オーストリア、フランス、ロシアの3大国に加えてスウェーデン、ザクセン選帝侯領他ドイツ諸侯を敵に回した絶望的な戦いが続き、唯一の味方であったイギリスの軍資金援助も打ち切られて、フリードリヒ2世は自殺を覚悟するほどであったが、1762年1月5日、ロシア帝国のエリザヴェータ女帝が急死し、後継者ピョートル3世はフリードリヒの熱心な崇拝者であったため、奇跡的にロシアとの単独講和が成立した。
長い戦争で疲れ果てていた列国はこれを機に兵を収め、プロイセンは孤立したオーストリア軍を破ってシュレージエンを再び奪回し、さらにフランス軍をライン川左岸に撃退した。
マリア・テレジアもオーストリア単独でプロイセンを屈服させることは不可能であると考え、フリードリヒ2世とマリア・テレジアはライプツィヒ郊外のフベルトゥスブルクで和議を結んだ。

## フベルトゥスブルク条約の内容
- プロイセンのシュレージエン領有の確定
- アーヘンの和約の再確認

## 補足
- 北米大陸で七年戦争と同時に展開されていたフレンチ・インディアン戦争の講和条約は、イギリス・フランス・スペインの間で結ばれたパリ条約である（1763年2月10日締結）。